# Fabiana (gênero)
Fabiana é um género botânico pertencente à família Solanaceae.

## Espécies

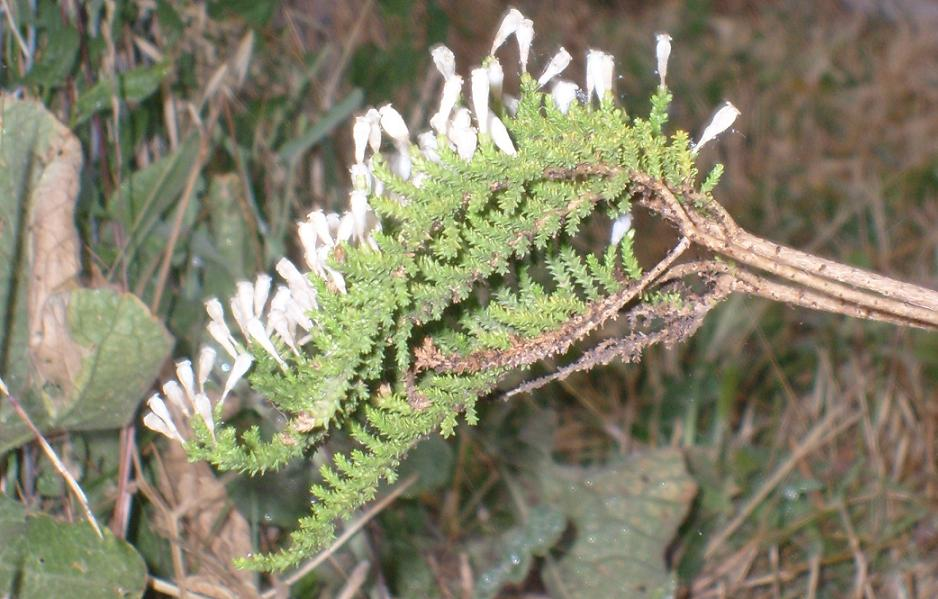
F. imbricata

- Fabiana bryoides
- Fabiana densa
- Fabiana denudata
- Fabiana deserticola
- Fabiana fiebrigii
- Fabiana foliosa
- Fabiana friesii
- Fabiana imbricata
- Fabiana nana
- Fabiana patagonica
- Fabiana peckii
- Fabiana punensis
- Fabiana squamata
- Fabiana stephanii
- Fabiana viscosa